# پردام (نبراسکا)
پردام (به انگلیسی: Purdum) یک منطقهٔ مسکونی در ایالات متحده آمریکا است که در شهرستان بلین، نبراسکا واقع شده‌است. پردام ۲۱ نفر جمعیت دارد و ۷۶۰٫۱۸ متر بالاتر از سطح دریا واقع شده‌است.